# Algorithm (C++)
algorithm — заголовочный файл в стандартной библиотеке языка программирования C++, включающий набор функций для выполнения алгоритмических операций над контейнерами и над другими последовательностями.
Все функции библиотеки расположены в пространстве имён std.

## Категории алгоритмов
Алгоритмы стандартной библиотеки STL разделяются на следующие категории.
- #Не изменяющие последовательные операции
- #Изменяющие последовательные операции
- #Операции сортировки
- #Бинарные операции поиска
- #Операции слияния
- #Кучи
- #Операции отношений

## Описание алгоритмов
В данных ниже таблицах в колонке аргументов функции вы встретите следующие обозначения:
1. first, last — итераторы конца и начала (first1, last1, first2, last2 — итераторы конца и начала 1 и 2 диапазона соответственно)
2. middle — итератор, указывающий на определённую позицию в контейнере
3. function, predicate, op и comp — функциональные объекты
4. value, new, old и init — значения объектов, хранящихся в контейнерах
5. a, b — некоторые объекты одного типа
6. iter — итератор

### Не изменяющие последовательные операции
| Название функции | Аргументы функции            | Описание функции |
| ---------------- | ---------------------------- | --- |
| adjacent_find    | first, last                  | Возвращает итератор, указывающий на первую пару одинаковых объектов                                                  |
| count            | first, last, value           | Возвращает количество элементов, значение которых равно value                                                        |
| equal            | first1, last1, first2        | Возвращает значение true, если все соответствующие пары объектов из двух диапазонов равны                            |
| find             | first, last, value           | Возвращает итератор, указывающий на первый элемент, равный значению value                                            |
| for_each         | first, last, function        | Применяет function ко всем объектам                                                                                  |
| mismatch         | first1, last1, first2        | Возвращает первую несовпадающую пару соответствующих объектов, расположенных в разных диапазонах позиций контейнера  |
| search           | first1, last1, first2, last2 | Проверяет, содержится ли второй диапазон внутри первого, возвращает начало совпадения или last1, если нет совпадения |

### Изменяющие последовательные операции
| Название функции | Аргументы функции               | Описание функции                                                                          |
| ---------------- | ------------------------------- | ----------------------------------------------------------------------------------------- |
| fill             | first, last, value              | Присваивает значение value всем объектам из диапазона                                     |
| generate         | first, last, gen                | Заполняет диапазон значениями, получаемыми с помощью последовательных вызовов функции gen |
| iter_swap        | iter1, iter2                    | Обменивает объекты, на которые указывают два итератора                                    |
| remove           | first, last, value              | Удаляет из диапазона все значения, равные value                                           |
| reverse          | first, last                     | Обращает последовательность объектов из диапазона                                         |
| replace          | first, last, old, new           | Заменяет все объекты, равные old , объектами, равными new                                 |
| rotate           | first, last, middle             | Отражает зеркально последовательность элементов                                           |
| swap             | a, b                            | Заменяет один объект другим                                                               |
| swap_ranges      | first1, last1, first2           | Обменивает соответствующие объекты в двух диапазонах                                      |
| transform        | first1, last1, first2, operator | Превращает объекты из диапазона 1 в новые объекты диапазона 2, применяя operator          |
| unique           | first, last                     | Удаляет все эквивалентные объекты в последовательности, кроме первого                     |

### Операции сортировки
| Название функции | Аргументы функции | Описание функции                                                                      |
| ---------------- | ----------------- | ------------------------------------------------------------------------------------- |
| nth_element      | first, nth,last   | Помещает n-й объект в позицию, которую он занимал бы после сортировки всего диапазона |
| sort             | first, last       | Сортирует объекты в диапазоне                                                         |
| stable_sort      | first, last       | Сортирует объекты в диапазоне. Если два объекта равны, их порядок не изменится.       |

### Бинарные операции поиска
| Название функции | Аргументы функции  | Описание функции |
| ---------------- | ------------------ | --- |
| binary_search    | first, last, value | Возвращает true, если значение value входит в интервал                                                                                                 |
| equal_range      | first, last, value | Возвращает пару объектов, представляющих собой нижнюю и верхнюю границы, между которыми можно вставить значение value без изменения порядка сортировки |
| lower_bound      | first, last, value | Возвращает итератор, указывающий на первую позицию, в которую можно вставить значение value без изменения порядка следования объектов                  |
| upper_bound      | first, last, value | Возвращает итератор, указывающий на последнюю позицию, в которую можно вставить значение value без изменения порядка следования объектов               |

### Операции слияния
| Название функции | Аргументы функции                    | Описание функции |
| ---------------- | ------------------------------------ | --- |
| includes         | first1, last1, first2, last2         | Возвращает true, если все объекты из диапазона first2 last2 имеются также в диапазоне first1 last1 (только для работы с set и multiset) |
| merge            | first1, last1, first2, last2, first3 | соединяет отсортированные диапазоны 1 и 2 в диапазон 3                                                                                  |
| set_difference   | first1, last1, first2, last2, first3 | Создает упорядоченную разность множеств, заданных диапазонами 1 и 2(только для работы с set и multiset)                                 |
| set_intersection | first1, last1, first2, last2, first3 | Создает упорядоченное пересечение элементов диапазонов 1 и 2(только для работы с set и multiset)                                        |
| set_union        | first1, last1, first2, last2, first3 | Создает упорядоченное объединение элементов диапазонов 1 и 2 (только для работы с set и multiset)                                       |

### Кучи
| Название функции | Аргументы функции | Описание функции                                                                                                |
| ---------------- | ----------------- | --- |
| make_heap        | first, last       | Создает кучу из значений диапазона first last                                                                   |
| pop_heap         | first, last       | Меняет значения в first и last-1. Помещает диапазон first last-1 в кучу                                         |
| push_heap        | first, last       | Помещает значение из last-1 в результирующую кучу (heap, область динамической памяти) диапазон от first до last |
| sort_heap        | first, last       | Упорядочивает элементы в куче first last                                                                        |

### Операции отношений
| Название функции        | Аргументы функции            | Описание функции |
| ----------------------- | ---------------------------- | --- |
| lexicographical_compare | first1, last1, first2, last2 | Возвращает true, если последовательность в диапазоне 2 следует в алфавитном порядке за последовательностью диапазона 1 |
| max                     | a, b                         | Возвращает наибольшее из a, b                                                                                          |
| max_element             | first, last                  | Возвращает итератор, указывающий на наибольший объект в диапазоне                                                      |
| min                     | a, b                         | Возвращает наименьшее из a, b                                                                                          |
| min_element             | first,last                   | Возвращает итератор, указывающий на наименьший объект в диапазоне                                                      |
| next_permutation        | first, last                  | Выполняет одну перестановку в последовательности данного диапазона                                                     |
| prev_permutation        | first, last                  | Выполняет одну обратную перестановку в последовательности данного диапазона                                            |